# U-Boot-Klasse TR 1700
Die U-Boot-Klasse TR 1700, in Argentinien Santa-Cruz-Klasse, ist eine Klasse von diesel-elektrischen U-Booten der deutschen Nordseewerke, gebaut als Exportentwurf.

## Geschichte
Die TR 1700 ist ein komplett neu entwickeltes Design, so sind die Tiefenruder anders als bei Klasse 206 und 209 am Turm angebracht, außerdem weist die TR 1700 zwei Decks auf statt wie üblich eines.
Die einzigen Bestellungen für den Typ gingen von der argentinischen Marine ein, die insgesamt sechs Einheiten orderten. Zunächst wurden zwei Boote in Emden gebaut, vier weitere sollten in Lizenz in Argentinien in der Werft Astillero Ministro Manuel Domecq García in Buenos Aires gefertigt werden. Zwei in der Version TR 1400 bestellte Exemplare wurden später in TR 1700 geändert. Die für die Produktion benötigte Ausrüstung kam in Argentinien an, die Einheiten wurden jedoch auf Grund von Budget-Problemen nicht fertiggestellt. Die Ausstattung des Bootes ist flexibel gestaltet worden, so waren eine größere (TR 1700A) und zwei kleinere (TR 1400 und TR 1100) Versionen vorgesehen, die jedoch nie in Bau gingen. 1999 bis 2001 wurde die Santa Cruz modernisiert und 2009 bis 2011 die San Juan; hierbei erhielten sie einen neuen Antrieb und eine neue Sonaranlage.

## Technik
Die TR 1700 ist ein komplett neu entwickeltes Design, so sind die Tiefenruder anders als bei Klasse 206 und 209 am Turm angebracht, außerdem weist die TR 1700 zwei Decks auf statt wie üblich eines. Ebenso waren die Boote Einhüllenboote mit einem druckfesten Schott im Inneren, indem sich die Besatzung im Notfall zurückziehen konnte. An jeder Abteilung waren Andockschleusen angebracht, an denen Rettungs-U-Boote andocken konnten. Sie waren mit einer automatischen Nachladeeinrichtung für Torpedos ausgerüstet.

## Einheiten
| Kennung | Name                    | Kiellegung             | Stapellauf         | Indienststellung                  | Einheit                                                               | Verbleib |
| ------- | ----------------------- | ---------------------- | ------------------ | --------------------------------- | --------------------------------------------------------------------- | --- |
| S-41    | ARA Santa Cruz          | 26. Juni 1981 (D)      | 20. September 1982 | 15. Oktober 1984 18. Oktober 1984 | Comando de la Fuerza de Submarinos in der Base Naval de Mar del Plata | aktiv |
| S-42    | ARA San Juan            | 14. April 1982         | 13. Juni 1983      | 18. November 1985                 | Comando de la Fuerza de Submarinos in der Base Naval de Mar del Plata | seit dem 15. November 2017 im Südatlantik verschollen, am 16. November 2018 etwa 460 Kilometer vor dem Golf von San Jorge und südlich von Mar del Plata in 900 m Tiefe entdeckt |
| S-43    | ARA Santa Fe            | 2. Januar 1982         | –                  | –                                 | –                                                                     | zu 70 % fertiggestellt, Bau 1994 gestoppt, in Buenos Aires aufgelegt, Weiterbau erwogen                                                                                         |
| S-44    | ARA Santiago del Estero | geplant Januar 1983    | –                  | –                                 | –                                                                     | zu 30 % fertiggestellt, Bau 1994 gestoppt |
| S-45    | kein Name vergeben      | geplant September 1983 | –                  | –                                 |                                                                       | nicht begonnen, geliefertes Material für U-Boot-Simulator im Marinestützpunkt Mar del Plata verwendet                                                                           |
| S-46    | kein Name vergeben      | –                      | –                  | –                                 | –                                                                     | nicht begonnen, geliefertes Material als Ersatzteilreserve verwendet |

## Bilder

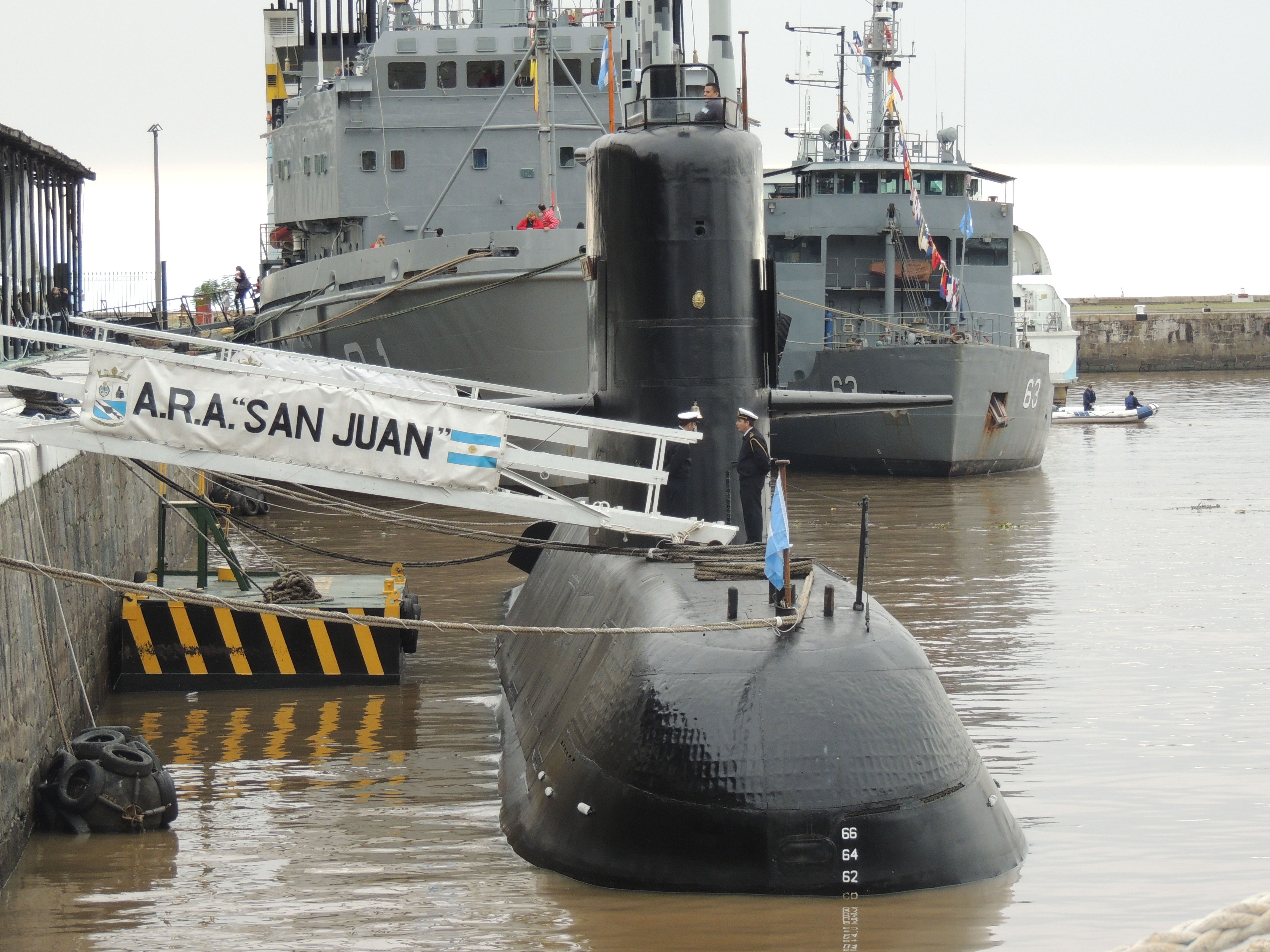
San Juan im Mai 2017
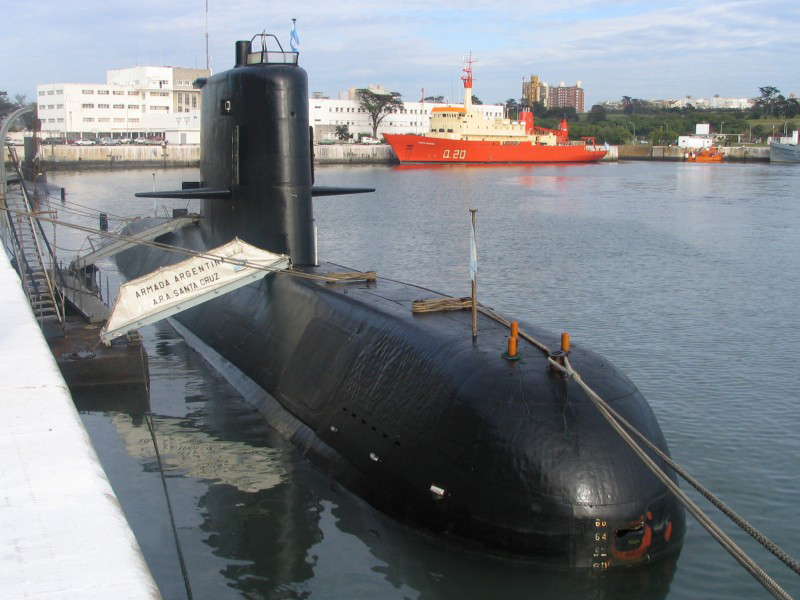
Santa Cruz an der Mole in Mar del Plata im September 2005
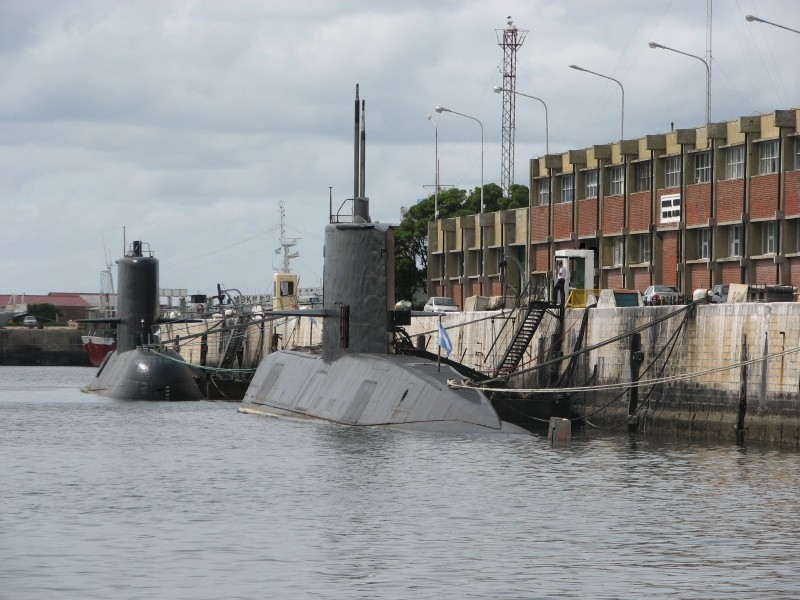
Die zwei U-Boote im März 2007 in Mar del Plata